# Garça
Garça este un oraș în São Paulo (SP), Brazilia.